# Diademodòntids
Els diademodòntids són una família extinta de cinodonts gomfodonts que visqueren en allò que avui en dia és Àfrica, l'Antàrtida i Sud-amèrica durant el Triàsic i el Juràssic. Eren animals petits amb un ectopterigoide minúscul. L'oclusió de les seves dents indica el desenvolupament de diverses adaptacions semblants a les dels mamífers que els haurien permès mastegar l'aliment i seguir una dieta variada per primera vegada en l'evolució dels tetràpodes.